# Irische Badmintonmeisterschaft 2020
Die Irische Badmintonmeisterschaft 2020 fand am 1. und 2. Februar 2020 in der National Indoor Arena in Dublin statt.

## Die Titelträger
| Disziplin    | Gold                       | Silber                        | Bronze                           |
| ------------ | -------------------------- | ----------------------------- | -------------------------------- |
| Herreneinzel | Nhat Nguyen                | Adam McAllister               | Jack O’Brien                     |
| Herreneinzel | Nhat Nguyen                | Adam McAllister               | Joshua Magee                     |
| Dameneinzel  | Sara Boyle                 | Kate Frost                    | Rachael Woods                    |
| Dameneinzel  | Sara Boyle                 | Kate Frost                    | Rachael Darragh                  |
| Herrendoppel | Joshua Magee Paul Reynolds | Daniel Magee Sam McKay        | Ciaran Chambers Ryan Stewart     |
| Herrendoppel | Joshua Magee Paul Reynolds | Daniel Magee Sam McKay        | Stuart Lightbody Tony Murphy     |
| Damendoppel  | Sara Boyle Chloe Magee     | Kate Frost Moya Ryan          | Sophia Noble Pamela Pontanosa    |
| Damendoppel  | Sara Boyle Chloe Magee     | Kate Frost Moya Ryan          | Celine Connors Catherine Redican |
| Mixed        | Sam Magee Chloe Magee      | Paul Reynolds Rachael Darragh | Ryan Stewart Keady Smith         |
| Mixed        | Sam Magee Chloe Magee      | Paul Reynolds Rachael Darragh | Sean Patrick Laureta Orla Flynn  |